# Sant Miquel de Ciutadilla
Sant Miquel és una església parroquial del municipi de Ciutadilla (Urgell) situada al peu del castell de Ciutadilla, vers el nord-oest a la part més alta del poble.

## Història
El poble de Ciutadilla (Urgell) està situat a la riba esquerra del riu Corb. Com gairebé tots els pobles d'aquestes terres de Marca, es formà a l'empara d'un castell del segle xi que, originàriament, com el de Guimerà, havia estat vinculat als Alemany de Cervelló. Entre els segles xii i xiii, els senyors de Ciutadilla deurien emparentar amb els Guimerà, ja que, a partir d'aleshores, aquesta família figura com a senyora del lloc.
No sabem si en un primer moment l'església de Ciutadilla fou pròpia dels senyors. La primera referència a l'església és de 1146, dins el bisbat de Vic, tanmateix, com succeí en altres casos d'aquesta contrada, el 1154 passà a dependre de l'arquebisbe de Tarragona. Aleshores estava dedicada a Santa Maria. Es desconeix en quin moment aquesta parròquia canvià el patronatge de Santa Maria pel de sant Miquel arcàngel. A finals del segle xv era de col·lació de l'arquebisbe de Tarragona[3].

## Descripció
És una fàbrica gòtica, de carreuat i de tipologia semblant a la de Guimerà: nau rectangular, dividida en tres trams quadrats coberts amb volta de creueria, servada per una estructura de vuit contraforts: quatre als costats, i quatre esbiaixats als vèrtexs. Dos d'aquests darrers, els del peu, foren destruïts el segle xviii en construir la façana i el campanar. La volta carrega directament en mènsules piramidals, adossades a l'altura de les impostes. Amb posterioritat o simultàniament, entre els contraforts s'obriren capelles i sagristia: dues capelles al nord, dues al sud (una és un arcosoli), i la sagristia, adossada al presbiteri. Els arcs torals, com a Guimerà, tenen secció rectangular, mentre que els diagonals presenten la típica motllura de bossells i tor llistonat present en la majoria d'esglésies del XIV de la contrada. Per il·luminar la nau hi ha una finestra de doble esplandit i arc apuntat al costat sud; una rosassa amb traceries lobulades i vitralls de color, a la capçalera; i una finestra triangular, de factura moderna, a la façana per donar llum al cor elevat.
És interessant la cornisa de l'exterior, que segueix el perímetre de la nau en la qual destaquen una sèrie de permòdols esculpits amb forma de caps. Una restauració recent ha posat al descobert part de la coberta original de la nau, que no era de teula sinó de lloses de pedra sobreposades, una fórmula molt habitual a les terres de la Catalunya Nova.

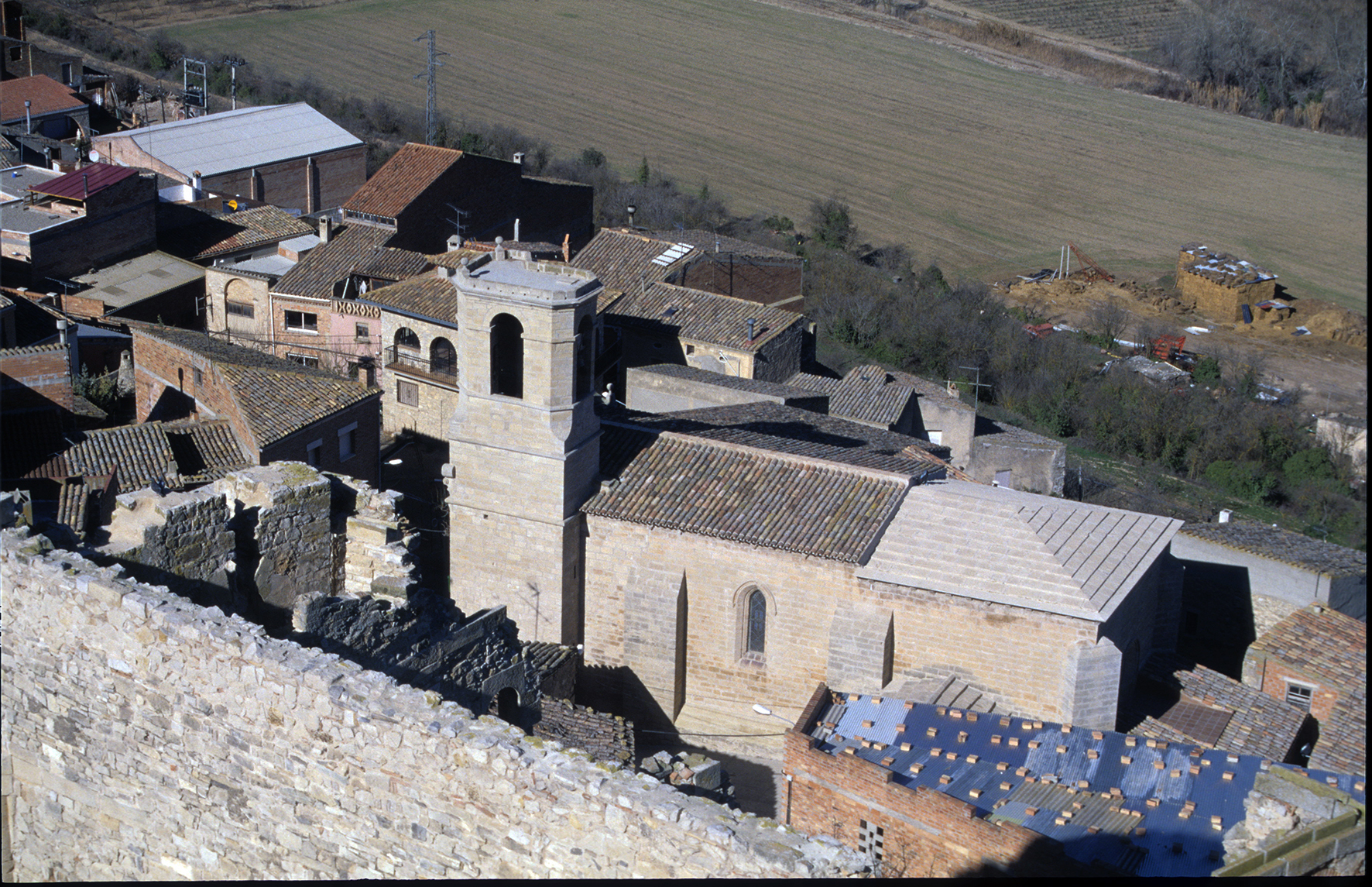
Església gòtica de Ciutadilla (Urgell). Exterior.

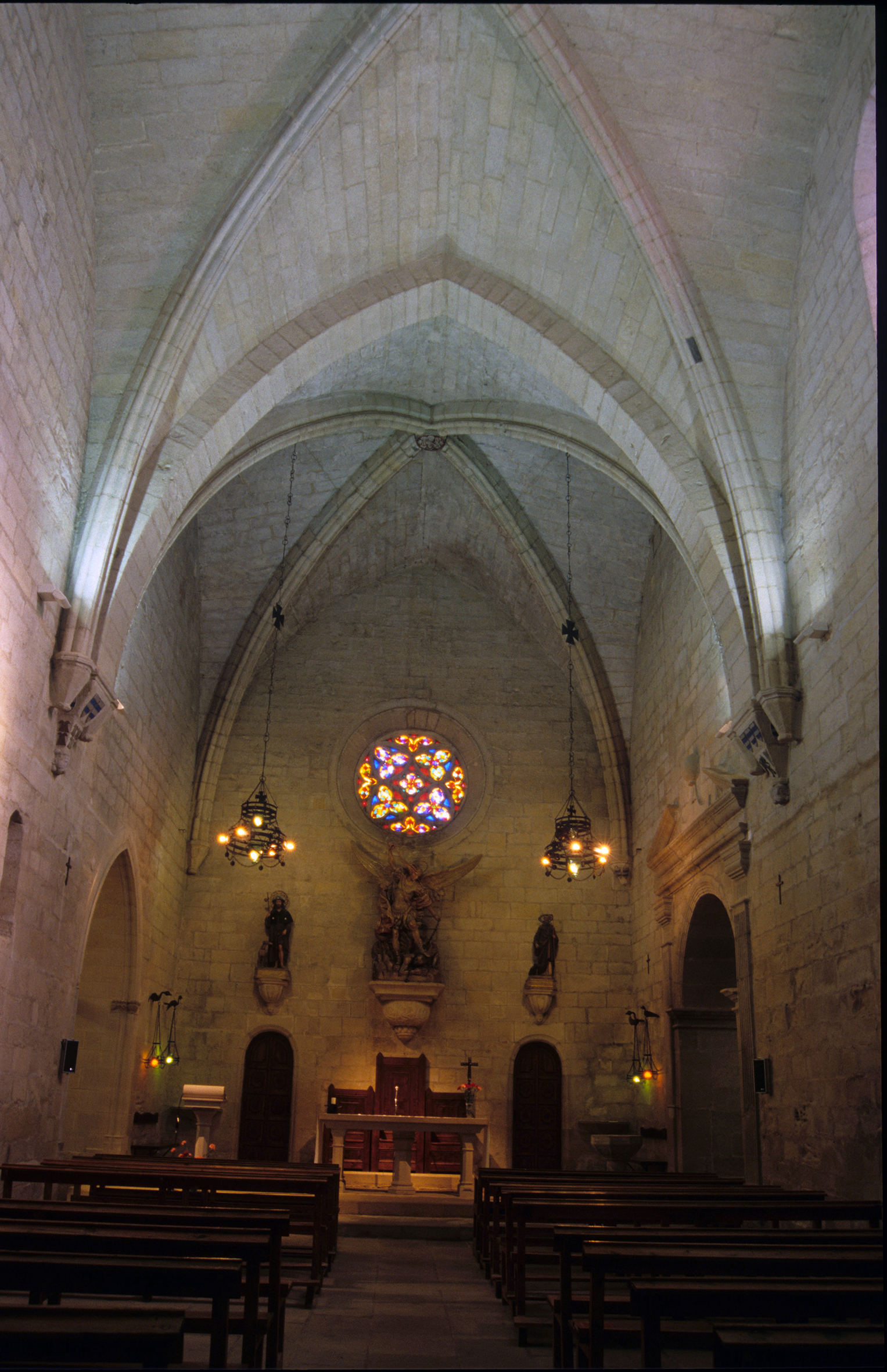
Sant Miquel de Ciutadilla (Urgell). Interior.

Resulta difícil datar un edifici quan no es coneix cap document que tracti directament de la construcció. Tanmateix, al temple de Ciutadilla hi ha heràldica de la família Guimerà, Alemany i d'altres llinatges a la nau, a les capelles i en un sarcòfag que presideix l'arcosoli. Sens dubte, tots aquests senyals s'han de relacionar amb els senyors que assumiren el mecenatge de l'església. D'altra banda, de l'arxiu patrimonial dels Guimerà (ACA, Fons Sentmenat) s'han extret dades inèdites que confirmen algunes de les hipòtesis suggerides per les pedres. Curiosament, malgrat ésser Guimerà un dels vuit llinatges de varvassors que la llegenda relaciona amb els orígens de la nació catalana i d'haver tingut un paper important en diversos episodis de la història del país, és una família poc coneguda, sobretot pel que fa als segles XIII-XV i als senyorius de Ciutadilla i Guimerà. Totes les mènsules de la creueria porten l'escut de doble faixa dels Guimerà, a més d'altres armes, prova evident de la participació dels senyors en la construcció del temple. Al primer tram hi ha un escut amb camper en forma de rombe. Al segon, l'heràldica dels Guimerà va acompanyada d'un lleó rampant i d'una ala (senyal heràldic dels Alenyà), que també figura en un sepulcre clavat al mur de la capella sud d'aquest tram. Podria pertànyer a Berenguera de Guimerà, casada amb Ramon Alemany (alguns Alemany tenen aquestes armes). Els Alemany-Guimerà, filla i gendre de Bernat, senyor de Ciutadilla, visqueren i tingueren drets a la vila en les primeres dècades del segle xiv. En aquest mateix tram, al mur nord, al costat de les armes dels Guimerà, hi ha tres rocs, posats en dos i un, els quals s'han relacionat amb els Rocabertí, però és probable que no ho siguin ja que els rocs d'aquest llinatge solen ser càrrega de pals.
L'argument principal per a la datació del temple és sens dubte el testament de Bernat de Guimerà, lliurat el 19 d'abril de 1323. Per a l'obra de l'església de Ciutadilla, Bernat feu el llegat pecuniari més important del testament: cinc mil sous. També és molt probable que sigui de Bernat el sarcòfag i l'arcosoli, car en el document també manava que el seu cos fos sevollit a l'església de Ciutadilla amb l'honor que li pertocava (in qua meam eliguo sepulturam quam volo ibi fieri honoriffice sicut decet).

## Sepulcre dels Guimerà
Sepulcre que consta de caixa de sarcòfag amb la seva corresponent coberta. Ambdues parts són monolítiques. La caixa de sarcòfag es troba recolzada sobre sengles lleons i ostenta al frontal les armes de la família, un total de set arcs de format gòtic que aixopluguen els escuts amb les faixes característiques de la família dels Guimerà. Han perdut la seva policromia original. La part superior, la de la tapa, es troba presidida per la imatge del jacent que simula el llit mortuori. El cavaller va abillat amb la cota de malla i perpunt encoixinat i capmall. Com a armes porta l'escut i, a sobre, les mans entrecreuades sobre l'espasa. El cap es recolza còmodament sobre dos coixins sobreposats i al superior hi apareixen com a motius decoratius símbols d'heràldica familiar. Tota l'espasa és plena d'escuts dels Guimerà. El rostre es resol amb formes molt esquemàtiques i als peus hi ha el cos d'un lleó[4]. Durant anys, les parts d'aquest sarcòfag es trobaven separades: la caixa era a l'altar major i la tapa a la capella actual[4].
El sarcòfag és un exemplar important d'escultura funerària que pot ser de la primera meitat del XIV. Sembla més versemblant que sigui de Bernat que no pas, com pensa F. Español, del seu net Gispert (fill de Gispert de Guimerà i Beatriu d'Abella), casat l'any 1352 amb Isabel de Boixadors i mort prematurament dos anys després.
Per tant, la construcció de l'església de Ciutadilla devia tenir lloc dins el primer terç del segle xiv, i en tot moment va comptar amb el mecenatge dels senyors, que s'hi volgueren enterrar “sicut decet”.

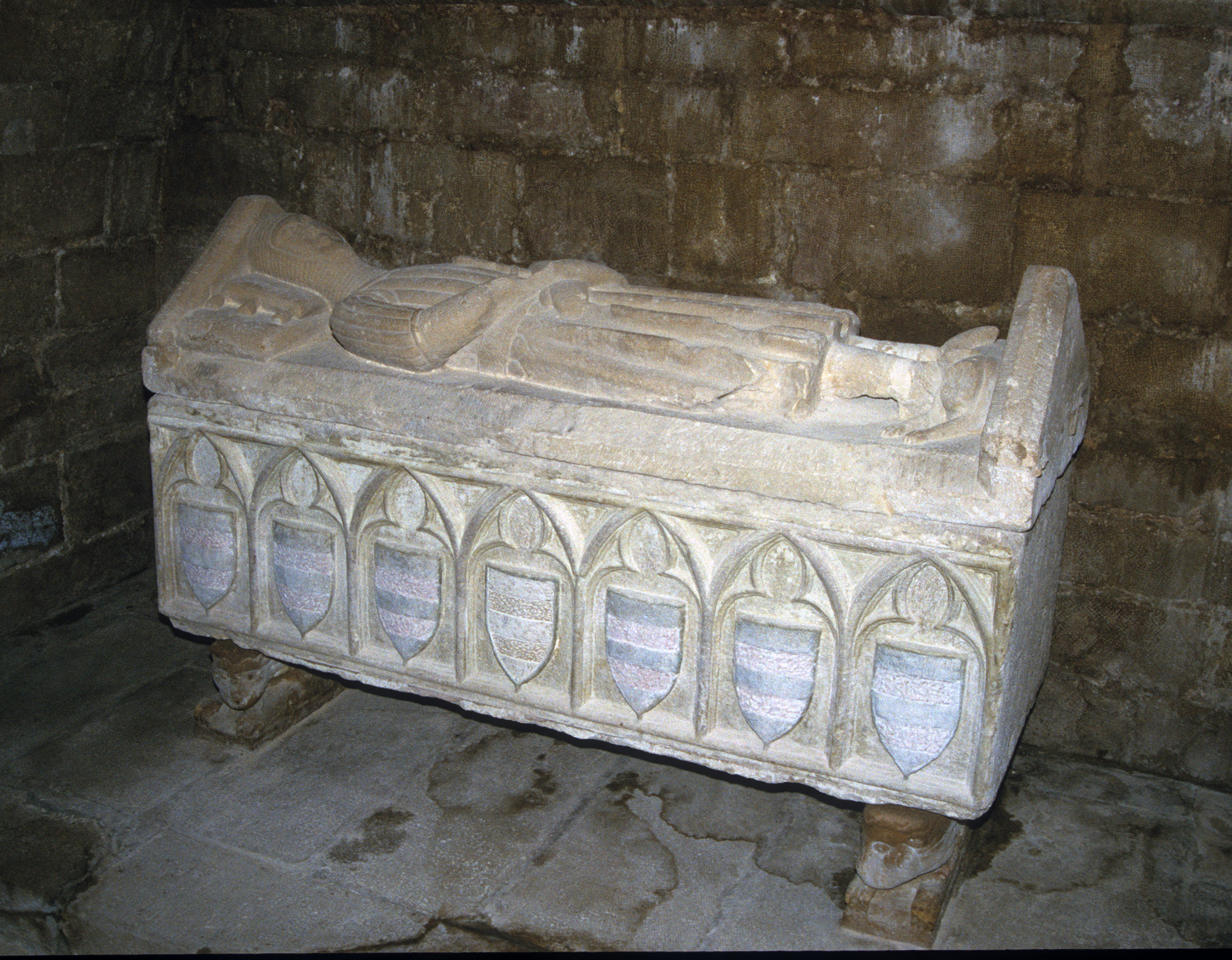
Sarcòfag d'un Guimerà. Església de Ciutadilla (Urgell).

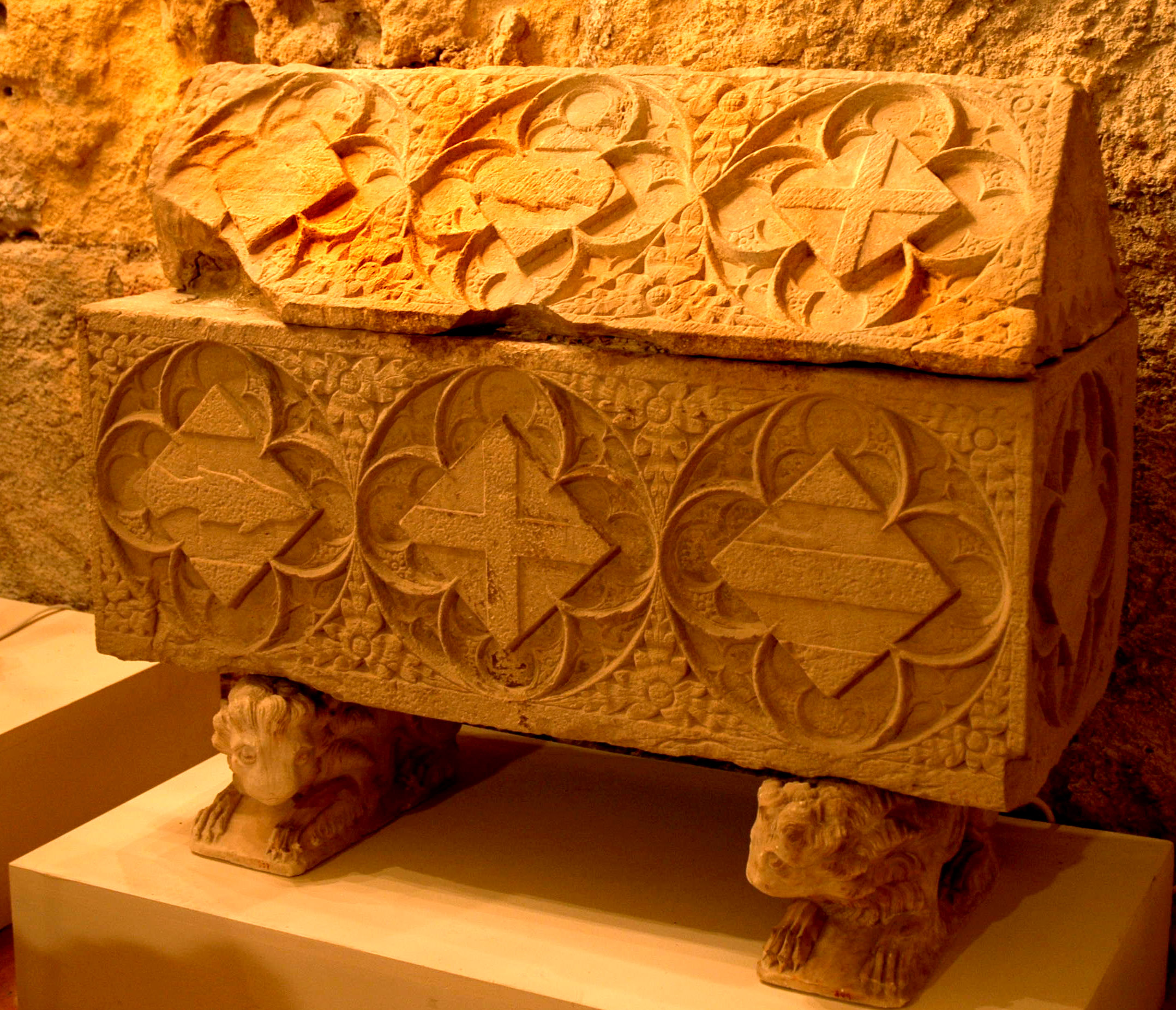
Castell de Barberà (Barberà de la Conca), Ossera de fra Guillem de Guimerà i d'Abella (avui al Museu Diocesà de Tarragona)

A la primera capella lateral dreta s'hi accedeix per un arc apuntat de factura contemporània. A la segona capella lateral dreta s'hi accedeix per una porta d'estil neoclàssic. L'altar principal és recte i darrere es localitza la sagristia. Al lateral esquerre de l'església es troba la capella de la Mare de Déu de Montserrat. L'altar major fou bastit al 1788 i destruït l'any 1936. La façana i el campanar són fruit d'una remodelació del segle XVIII[2].

## Esteles funeràries
Les esteles discoïdals funeràries de Ciutadilla procedeixen molt probablement de l'antic fossar de l'església parroquial de Sant Miquel, actualment transformat en plaça pública. Bona part de les esteles són d'estil gòtic i altres estan totalment despullades de decoració. Se'n conserven dinou, que es guarden disperses per diversos llocs. Deu exemplars es troben recollits a la casa parroquial, dos són encastats en una font pública de la plaça del costat de l'església amb la part central del disc foradada per passar els brolladors de l'aigua, i els set exemplars restants, són al cementiri dalt del mur actual, construït el 1882. La totalitat d'esteles s'ha cisellat amb pedra sorrenca marronosa o grisa, típica de la zona. S'han definit com a esteles funeràries discoïdals. Mostren el cap de forma circular, o disc, i generalment un peu trapezoïdal o en cua d'oreneta. Generalment les decoracions s'han realitzat amb baix relleu pla[3].
Malgrat la dificultat d'establir-ne la datació, és plausible atribuir al conjunt de les esteles de Ciutadilla una cronologia entre els segles XII-XIII i XIV-inicis del XV.